# Folclore judaico

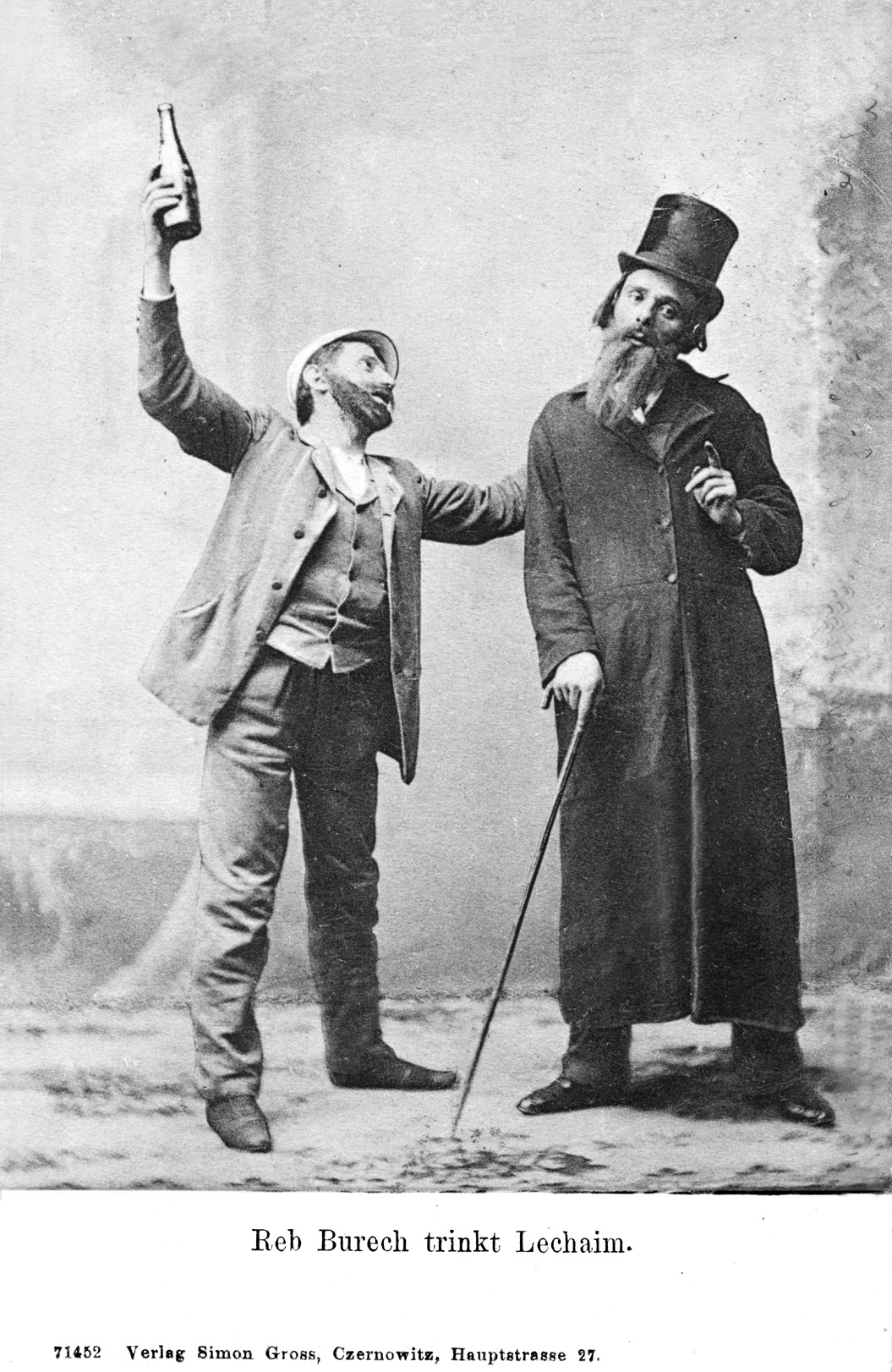
Cartão postal austríaco de 1900 intitulado Reb Burech bebe Lechaim

O folclore judaico são lendas, música, história oral, provérbios, piadas, crenças populares, contos de fadas, histórias e costumes que são as tradições do judaísmo. Os contos populares são caracterizados pela presença de personagens inusitados, pela transformação repentina de homens em feras e vice-versa, ou por outros incidentes não naturais. Várias histórias agádicas têm características de contos populares, especialmente aquelas relacionadas a Og, rei de Bashan, que têm os mesmos exageros que os lügenmärchen dos contos populares alemães modernos.

## Idade Média
Há evidências consideráveis de judeus trazendo e ajudando a espalhar contos populares orientais na Europa. Além desses contos de fontes estrangeiras, os judeus coletaram ou compuseram outros que foram contados nos guetos europeus e foram coletados em iídiche no "Maasebücher". Os números dos contos populares contidos nessas coleções também foram publicados separadamente. É, no entanto, difícil chamar muitos deles de contos populares no sentido dado acima, uma vez que nada feérico ou sobrenatural ocorre neles.

## Lendas

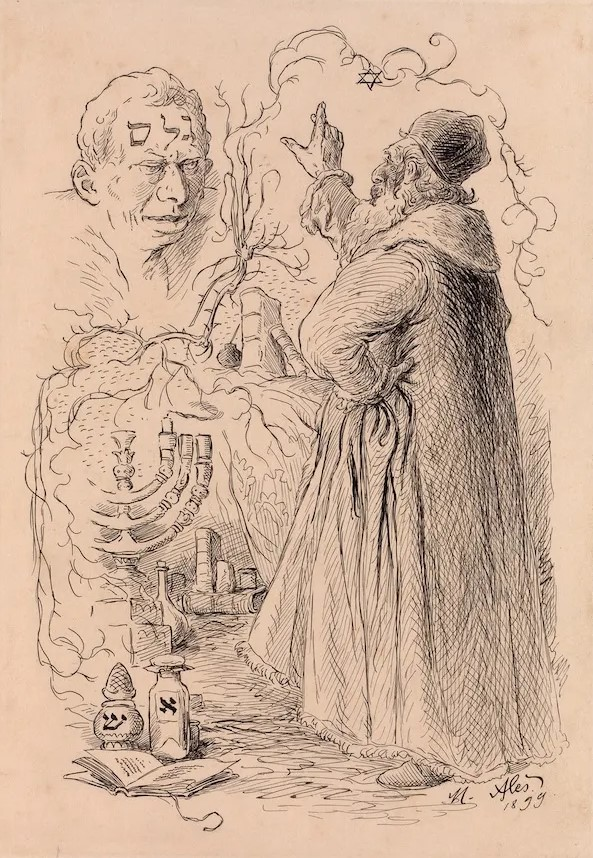
Rabi Loew e Golem por Mikoláš Aleš (1899).

Existem algumas lendas judaicas da Idade Média que compartilham o caráter de contos populares, como as do papa judeu Andreas e do golem, ou aquela relativa à parede da capela Rashi, que recuou para salvar a vida de uma pobre mulher que corria o risco de ser esmagada por uma carruagem que passava no caminho estreito. Várias dessas lendas foram coletadas por Abraham Moses Tendlau (Sagen und Legenden der Jüdischen Vorzeit).
No final do século XIX, muitos contos populares foram reunidos entre os judeus ou publicados a partir de manuscritos hebraicos por Israël Lévi na Revue des Etudes Juives, na Revue des Traditions Populaires e em Melusine; por Moses Gaster no Folk-Lore e nos relatórios do Montefiore College; e por Max Grünwald em Mitteilungen der Gesellschaft für Jüdische Volkskunde; por L. Wiener no mesmo periódico; e por FS Krauss em Urquell, ambas as séries.

## Agadá
- The Legends of the Jews[6] do rabino Louis Ginzberg, é uma síntese original de uma vasta quantidade de agadá da Mishná, dos dois Talmuds e do Midrash. Ginzberg tinha um conhecimento enciclopédico de toda a literatura rabínica, e sua obra-prima incluía uma enorme variedade de agadot. No entanto, ele não criou uma antologia que mostrasse esses aggadot (plural de aggadah) distintamente. Em vez disso, ele os parafraseou e reescreveu em uma narrativa contínua que cobriu cinco volumes, seguidos por dois volumes de notas de rodapé que fornecem fontes específicas.
- O Ein Yaakov é uma compilação do material agádico no Talmude Babilônico com comentários.
- Sefer Ha-Aggadah, "O Livro das Lendas" é uma compilação clássica de agadá da Mishná, dos dois Talmuds e da literatura do Midrash. Foi editado por Hayim Nahman Bialik e Yehoshua Hana Rawnitzki. Bialik e Ravnitzky trabalharam para compilar uma visão abrangente e representativa da agadá; eles passaram três anos compilando seu trabalho. Quando eles encontravam a mesma agadá em múltiplas versões, de múltiplas fontes, eles geralmente selecionavam a forma mais recente, aquela encontrada no Talmude Babilônico. No entanto, eles também apresentaram agadot sequencialmente, dando a forma inicial do Talmud de Jerusalém e versões posteriores do Talmud da Babilônia e de uma compilação clássica do midrash. Em cada caso, cada agadá é dada com sua fonte original. Em sua edição original, eles traduziram os aggadot aramaico para o hebraico moderno. Sefer Ha-Aggadah foi publicado pela primeira vez em 1908-1911 em Odessa, Rússia, depois reimpresso várias vezes em Israel. Em 1992 foi traduzido para o inglês como "The Book of Legends", de William G, Braude.
- Mimekor Yisrael, por Micha Josef (bin Gorion) Berdyczewski. Berdyczewski estava interessado em compilar o folclore e as lendas do povo judeu, desde os primeiros tempos até o alvorecer da era moderna. Sua coleção incluía uma grande variedade de agadot, embora se limitasse àqueles que ele considerava pertencentes ao domínio do folclore.